# Huis Borgele
Het Huis Borgele of Borgel was een havezate iets ten noorden van de stad Deventer. Het huis was oorspronkelijk een leengoed van de proosdij van Sint Lebuinus uit die stad en wordt in 1457 voor het eerst vermeld. Hoelang het huis toen al bestond is niet bekend. De eigenaar van het Huis Borgele maakte als ridder deel uit van de ridderschap en daarmee van de Staten van Overijssel. De havezate vormde ook het centrum van de Marke Borgele.

## Eigenaren
In de 16de eeuw werd Huis Borgele eigendom van de familie Van Brienen en in de 17de eeuw kwam het als erfenis aan de Bentincks, die het in 1740 verkochten. Daarna behoorde het achtereenvolgens toe aan Hendrik Lindeman, de familie Van Rechteren, M.A.C. van Voorst en de familie Slichtenbree. In 1851 werd het goed in percelen verkocht.

## Bouwgeschiedenis
Rond 1565 is de havezate verbouwd. Het huis telde ooit acht vuursteden, maar in 1675 waren dat er nog maar vier. Het is waarschijnlijk dat het toen al in een vervallen staat verkeerde. In 1757 resteerde er slechts één vuurstede en was vermoedelijk al een deel van het gebouw afgebroken. Op een tekening uit 1860 bestond het nog uit een entree, een woonvleugel en een schuur.
In 1869 brandde het huis af, waarna er een nieuwe boerenwoning "De Ketelarij" werd gebouwd. Het grondgebied eromheen werd verkaveld.

## Stadsuitbreiding
De groeiende bevolking van Deventer leidde ertoe dat dit deel van de toenmalige gemeente Diepenveen bij die stad werd gevoegd om woningbouw mogelijk te maken. Rond 1965 werd het pand daarom afgebroken. Ter hoogte van het woon- en zorgcentrum 'De Bloemendal' nabij de kruising Het Laar-Overstichtlaan zijn er mogelijk nog resten van te vinden. De locatie van de havezate is door de Rijksdienst voor het Cultureel Erfgoed aangewezen als een terrein van archeologische waarde.
De herinnering aan de havezate leeft voort in de naam van de huidige stadswijk Borgele die rondom deze plek is gebouwd.
Ahnem · Den Alerdinck · Arendshorst · Arkelstein · Averbergen · Beerze · Den Berg · Bergentheim · Blankena · Borgele · Boskamp · Boxbergen · Bredenhorst · Buckhorst · Campherbeek · Collendoorn · Den Dam · Dieze · Dingshof · Den Doorn · Hof te Dorth · Eerde · Egede · De Gelder · Gerner · Glinthuis · Gramsbergen · De Groote Scheere · De Grote Weede · De Haere · Haerst · Hagenvoorde · Heemse · Herxen · Hoenlo · Hofstede · 't Hogeholt · Hogenhof · 't Hoogehuis · Junne · Kranenburg · Krijtenberg · De Kuile · Het Laar · Langeveldslo · Leemcule · Luttenberg · Melenhorst · Mennigjeshave · Nijenhuis · Oosterveen · Den Ordel · De Pol · Pothof · Rande · Rechteren · Het Reelaer · Rhaan · Rollecate · Rutenberg · Schoonheten · Schuilenburg · Vechterweerd · Velner · Venebrugge · Verborg · Voorst · Vrieswijk · Werkeren · Westerveld · Windesheim · Wittenstein · Wolfshagen · Zuthem